# Искушение (фильм, 2007)
«Искушение» (рабочее название — «Натурщица») — российский полнометражный художественный фильм-драма режиссёра Сергея Ашкенази, выпущенный кинокомпанией Пирамида в 2007 году (премьера в России прошла 16 августа ).

## Сюжет
Фильм снят по повести Сергея Ашкенази «Натурщица». Андрей (Иван Стебунов) приезжает в другой город к родному отцу Игорю Васильевичу (Сергей Маковецкий) на похороны своего единокровного брата Саши (Илья Иосифов), с которым он виделся лишь однажды. Андрею рассказывают, что с Сашей произошёл несчастный случай — он упал с крыши своего дома. У Андрея появляются сомнения, что смерть Саши была случайной, поскольку зафиксированное правоохранительными органами место падения находилось заметно дальше от дома. Андрей хочет разобраться в смерти брата. Он узнаёт, что Саша погиб сразу после ссоры со своей девушкой Женей (Екатерина Федулова). В эту ночь Саша узнал, что Женя изменяет ему с его родным отцом — художником Игорем Васильевичем, у которого Женя работала натурщицей. У Андрея есть подозрения, что именно Женя столкнула Сашу с крыши...

## В ролях
| Актёр              | Роль                                              |
| ------------------ | ------------------------------------------------- |
| Сергей Маковецкий  | Игорь Васильевич художник, отец Андрея и Саши     |
| Иван Стебунов      | Андрей старший сын Игоря Васильевича              |
| Екатерина Федулова | Женя девушка Саши                                 |
| Илья Иосифов       | Саша младший сын Игоря Васильевича                |
| Светлана Иванова   | Аня девушка Андрея                                |
| Анна Арланова      | Нина вторая жена Игоря Васильевича, мать Саши     |
| Дарья Михайлова    | Галина первая жена Игоря Васильевича, мать Андрея |
| Карина Реука       | Мила натурщица                                    |
| Юрий Назаров       | пассажир в автобусе                               |
| Марина Коняшкина   | Вика                                              |